# L'Autre Aile
Pour plus de détails, voir Fiche technique et Distribution.
L'Autre Aile est un film français réalisé par Henri Andréani, sorti en 1923.

## Fiche technique
- Titre : L'Autre Aile
- Réalisation : Henri Andréani
- Scénario : Charles-Félix Tavano d'après le roman de Ricciotto Canudo
- Pays de production : France
- Format : Noir et blanc - 1,33:1 - Film muet
- Genre : drame
- Date de sortie : 1923

## Distribution
- Marthe Ferrare : Hélène Tarnière
- André Bertoux : Raymat, aviateur
- Claude France : Comtesse d'Aibet
- Jean Murat : Robert Vraie
- Charles Vanel : Gaston Lager
- Mary Harald : Diane de Kenn